# Echinosaura panamensis
Echinosaura panamensis — вид ящірок родини гімнофтальмових (Gymnophthalmidae). Ендемік Панами.

## Поширення і екологія
Echinosaura panamensis мешкають в низовинах і передгір'ях на заході і в центрі Панами. Вони живуть у вологих тропічних лісах, на висоті від 60 до 900 м над рівнем моря.